# Cudzysłów
Cudzysłów – znak interpunkcyjny, zwykle podwójny (cudzysłowa), służący m.in. do wyodrębniania cytatów, pseudonimów, ironii.

## Cudzysłów w języku polskim
W języku polskim używa się najczęściej cudzysłowu o postaci: „ ” (tzw. cudzysłów apostrofowy podwójny). W szczególnych przypadkach pojawia się cudzysłów ostrokątny: » « lub « » (znaki te nazywane są szewronami). Cudzysłów niemiecki » « jest używany do specjalnych wyróżnień w tekście i w przypadku, gdy występuje cudzysłów w cudzysłowie. Cudzysłów francuski « » służy głównie do wyodrębniania znaczeń (w pracach naukowych i w słownikach) oraz do wyodrębniania partii dialogowych i przytoczeń, zwłaszcza w utworach poetyckich. Niezależnie od tej reguły cudzysłów ostrokątny może być używany do wszelkich wyróżnień i mieć identyczne zastosowanie jak cudzysłów apostrofowy. Ważne jest, aby konsekwentnie używać jednego typu cudzysłowów w danej publikacji. W publikacjach naukowych występuje też cudzysłów pojedynczy apostrofowy (definicyjny) o formie ‘ ’ lub ‛ ’.
W języku polskim cudzysłowu używa się również ze względów znaczeniowo-stylistycznych, m.in. do wyodrębniania nazw własnych, np. kino „Atlantic”, Teatr „Bagatela” im. Tadeusza Boya-Żeleńskiego, Teatr Muzyczny „Capitol”, Spółdzielnia Wydawnicza „Czytelnik”, Polskie Linie Lotnicze „Lot”, Państwowy Zespół Ludowy Pieśni i Tańca „Mazowsze”, Polskie Nagrania „Muza”, hala „Orbita”, „Tygodnik Powszechny”, Wydawnictwo „Wiedza Powszechna”, tygodnik „Wprost”, Huta Szkła Gospodarczego „Ząbkowice”.
| Próbka | Unicode       | Kody HTML                                                         | Nazwa unikodowa                                                                      | Nazwa polska                                      |
| ------ | ------------- | ----------------------------------------------------------------- | ------------------------------------------------------------------------------------ | ------------------------------------------------- |
| „ ”    | U+201E U+201D | &bdquo; lub &#x201E; lub &#8222; &rdquo; lub &#x201D; lub &#8221; | DOUBLE LOW-9 QUOTATION MARK RIGHT DOUBLE QUOTATION MARK                              | Polski cudzysłów apostrofowy                      |
| « »    | U+00AB U+00BB | &laquo; lub &#x00AB; lub &#0171; &raquo; lub &#x00BB; lub &#0187; | LEFT-POINTING DOUBLE ANGLE QUOTATION MARK RIGHT-POINTING DOUBLE ANGLE QUOTATION MARK | Cudzysłów ostrokątny, tzw. francuski              |
| » «    | U+00BB U+00AB | &raquo; lub &#x00BB; lub &#0187; &laquo; lub &#x00AB; lub &#0171; | RIGHT-POINTING DOUBLE ANGLE QUOTATION MARK LEFT-POINTING DOUBLE ANGLE QUOTATION MARK | Cudzysłów ostrokątny, tzw. niemiecki              |
| ‚ ’    | U+201A U+2019 | &sbquo; lub &#x201A; lub &#8218; &rsquo; lub &#x2019; lub &#8217; | SINGLE LOW-9 QUOTATION MARK RIGHT SINGLE QUOTATION MARK                              | Polski cudzysłów pojedynczy                       |
| ‘ ’    | U+2018 U+2019 | &lsquo; lub &#x2018; lub &#8216; &rsquo; lub &#x2019; lub &#8217; | LEFT SINGLE QUOTATION MARK RIGHT SINGLE QUOTATION MARK                               | Polski cudzysłów definicyjny; cudzysłów brytyjski |
| ‛ ’    | U+201B U+2019 | &#x201B; lub &#8219; &rsquo; lub &#x2019; lub &#8217;             | SINGLE HIGH-REVERSED-9 QUOTATION MARK RIGHT SINGLE QUOTATION MARK                    | Polski cudzysłów definicyjny, forma alternatywna  |

### Cudzysłowy zagnieżdżone
Według nieobowiązującej już (wycofanej w dniu 15 sierpnia 2014 r.) polskiej normy PN-83/P-55366 z 1983 roku Zasady składania tekstów w języku polskim można było używać zarówno „zwykłych polskich cudzysłowów”, jak i «francuskich cudzysłowów» (bez odstępu) dla pierwszego poziomu oraz ‚pojedynczych polskich cudzysłowów’ albo «francuskich cudzysłowów» dla drugiego poziomu, z czego wynikają trzy style zagnieżdżenia cytatów:
```
   „Cytat «wewnątrz» cytatu”
   „Cytat ‚wewnątrz’ cytatu”
   «Cytat ‚wewnątrz’ cytatu»
```

Powyższe reguły nie były zmieniane od czasu poprzedniej normy branżowej BN-76/7440-02 z 1976 roku i są prawdopodobnie znacznie starsze.
Zasady dotyczące użycia cudzysłowów zagnieżdżonych ujęte w normie PN-83/P-55366 stoją w sprzeczności z zasadami interpunkcji języka polskiego. Słowniki ortograficzne i interpunkcyjne języka polskiego, w tym rekomendowany przez Radę Języka Polskiego Wielki słownik ortograficzny PWN, podają następujące zasady użycia cudzysłowów zagnieżdżonych:
Cudzysłów o ostrzach skierowanych do środka jest używany (…) w przypadku, gdy występuje cudzysłów w cudzysłowie.
Zgodnie z tą regułą podstawowym stylem dla cudzysłowów zagnieżdżonych jest:
```
   „Cytat »wewnątrz« cytatu” 
```

Po wewnętrznej stronie cudzysłowu nie wstawia się odstępów, z wyjątkiem ¼ firetu pomiędzy cudzysłowami różnych poziomów nieoddzielonych innymi znakami (np. „cytat »wewnątrz« ”).

### Zbiegnięcie się cudzysłowu z innym znakiem interpunkcyjnym

#### Cudzysłów i kropka
Kończącą zdanie kropkę stawia się zawsze po cudzysłowie:
```
   Nie ma się nad czym zastanawiać, „koń jaki jest, każdy widzi”.
```

#### Cudzysłów i znak zapytania
Jeżeli znak zapytania odnosi się do całego zdania, to stawia się go za cudzysłowem:
```
   Czy można jeszcze wątpić, że „tak naprawdę nie dzieje się nic i nie stanie się nic aż do końca”?
```

Jeżeli znak zapytania należy do frazy zamkniętej cudzysłowami, to stawia się go przed cudzysłowem. Jeżeli bezpośrednio potem następuje koniec zdania, stawia się jeszcze kropkę lub inny znak kończący zdanie (w zależności od kontekstu). W tej sytuacji zbiegają się trzy znaki: znak zapytania, cudzysłów zamykający i np. kropka:
```
   Kandydat na posła potrafił tylko powtarzać za Gierkiem: „Pomożecie?”.
```

Zgodnie z dwiema powyższymi regułami, znak zapytania może znaleźć się i przed, i za cudzysłowem:
```
   Czy on naprawdę powiedział: „Czy wyjdziesz za mnie?”?
```

## Cudzysłów i publikacje elektroniczne

### Dostępność cudzysłowu z klawiatury
- Z klawiatury systemu operacyjnego Windows znaki te nie są dostępne bezpośrednio, lecz można je uzyskać naciskając klawisz Alt i wpisując odpowiednie kody na klawiaturze numerycznej:

| Znak | Skrót klawiaturowy |
| ---- | ------------------ |
| ‚    | Alt+0130           |
| „    | Alt+0132           |
| ‘    | Alt+0145           |
| ’    | Alt+0146           |
| “    | Alt+0147           |
| ”    | Alt+0148           |
| «    | Alt+0171           |
| »    | Alt+0187           |

Powyższe kody działają we wszystkich europejskich wersjach Windows, a także w wersji arabskiej, hebrajskiej i wietnamskiej. W polskim układzie programisty znaki: » oraz « można uzyskać także poprzez wciśnięcie odpowiednio: Alt+175 oraz Alt+174.
Aby pod systemem Windows móc wprowadzać znaki cudzysłowów apostrofowych bezpośrednio z klawiatury, należy skorzystać z edytora układów klawiatury Microsoft Keyboard Layout Creator lub pobrać jeden z gotowych sterowników klawiatury, który to umożliwia.
- Z klawiatury Macintosha z polskim układem klawiatury różne rodzaje cudzysłowu można uzyskać następująco:

| Próbka | Unicode       | Układ maszynistki           | Układ programisty            | Opis                            |
| ------ | ------------- | --------------------------- | ---------------------------- | ------------------------------- |
| „ ”    | U+201E U+201D | Alt+0 Alt+⇧ Shift+0         | Alt+[ Alt+⇧ Shift+[          | polski cudzysłów apostrofowy    |
| ‚ ’    | U+201A U+2019 | Alt+Ż Alt+⇧ Shift+Ż         | Alt+] Alt+⇧ Shift+]          | polski cudzysłów pojedynczy     |
| « »    | U+00AB U+00BB | Alt+< Alt+⇧ Shift+<         | Alt+\ Alt+⇧ Shift+\          | cudzysłów francuski             |
| ‘ ’    | U+2018 U+2019 | Alt+P Alt+⇧ Shift+Ż         | (brak skrótu)                | cudzysłów brytyjski             |
| „ “    | U+201E U+201C | Alt+0 Alt+⇧ Shift+P         | (brak skrótu)                | niemiecki cudzysłów apostrofowy |
| ‹ ›    | U+2039 U+203A | Alt+Y Alt+⇧ Shift+Y         | Alt+⇧ Shift+3, Alt+⇧ Shift+4 | francuski cudzysłów pojedynczy  |
| “ ”    | U+201C U+201D | Alt+⇧ Shift+P Alt+⇧ Shift+0 | brak skrótu Alt+⇧ Shift+[    | amerykański cudzysłów           |
| " "    | U+0022        | "                           | "                            | zastępczy cudzysłów (prosty)    |

- Z klawiatury Linuxa z polskim układem klawiatury różne rodzaje cudzysłowu można uzyskać następująco:

| Próbka | Unicode       | Układ domyślny      | Opis                         |
| ------ | ------------- | ------------------- | ---------------------------- |
| „ ”    | U+201E U+201D | Alt+V Alt+B         | polski cudzysłów apostrofowy |
| « »    | U+00AB U+00BB | Alt+9 Alt+0         | cudzysłów francuski          |
| ‘ ’    | U+2018 U+2019 | Alt+⇧ Shift+V Alt+H | cudzysłów brytyjski          |
| “ ”    | U+201C U+201D | Alt+⇧ Shift+B Alt+B | cudzysłów amerykański        |
| " "    | U+0022        | "                   | zastępczy cudzysłów (prosty) |

### Znaki zastępcze
Ponieważ typograficznie poprawny cudzysłów często nie jest dostępny bezpośrednio z klawiatury i nie należał do standardu ASCII, zwykle w charakterze cudzysłowu używane są (błędnie) pary znaków " (U+0022) lub ' (U+0027):
| Znak | Unicode | Kod HTML                    | Nazwa unikodowa       | Nazwa polska                     |
| ---- | ------- | --------------------------- | --------------------- | -------------------------------- |
| "    | U+0022  | &quot; lub &#x22; lub &#34; | QUOTATION MARK        | amerykański cudzysłów            |
| '    | U+0027  | &apos; lub &#x27; lub &#39; | SINGLE QUOTATION MARK | amerykański cudzysłów pojedynczy |